# Liste des évêques et archevêques de Huambo
La liste des évêques et archevêques de Huambo recense les noms des évêques qui se sont succédé sur le siège épiscopal de Huambo en Angola, depuis la création de la juridiction, sous le nom de diocèse de Nova Lisboa le 4 septembre 1940 par division du diocèse de l'Angola et du Congo. Le diocèse est érigé en archidiocèse métropolitain et change de dénomination le 3 février 1977 pour devenir l'archidiocèse de Huambo (Archidioecesis Huambensis).

## Liste des évêques de Nova Lisboa
- 28 janvier 1941-† 29 juin 1970 : Daniel Gomes Junqueira, CSSp
- 29 juin 1970-19 février 1972 : siège vacant
- 19 février 1972-13 avril 1976 : Américo Henriques

## Liste des archevêques de HUambo
- 3 février 1977-12 septembre 1986 : Manuel Franklin da Costa
- 12 septembre 1986-31 juillet 2003 : Francisco Viti
- 3 mai 2004 - 1er octobre 2018 : José de Queirós Alves, CSsR
- depuis le 1er octobre 2018 : Zeferino Zeca Martins, SVD

## Sources
- (en) Fiche de l'archidiocèse sur le site catholic-hierarchy.org